# Wonderland (稲葉浩志の曲)
「Wonderland」（ワンダーランド）は、日本の音楽ユニット・B'zのボーカリスト・稲葉浩志の楽曲。2004年7月14日にVERMILLION RECORDSより3作目のシングルとして発売された。

## 概要
B'zとしての活動を休止し、それぞれがソロ活動を行っていた期間にリリースされたシングル。
初回限定盤には48ページに及ぶ『SPECIAL ART & PHOTO BOOK』が付属されている。
本作のプロモーションとしてテレビ出演を積極的に行い、2004年7月9日放送のテレビ朝日系『ミュージックステーション』、同年7月12日放送のフジテレビ系『HEY!HEY!HEY! MUSIC CHAMP』、同年7月15日放送のTBS系『うたばん』、同年7月15日放送の日本テレビ系『AX MUSIC-TV 01 はなわまおー』、同年7月17日放送のTBS系『COUNT DOWN TV』に出演した。

## 収録曲
1. Wonderland （4:05）
  - 引きこもりを核として書かれた楽曲[7][8]。歌詞は3〜4年前に書き上がっていた[9]。
  - TBS系『恋するハニカミ!』テーマソングとして使用された[10]。
  - 3枚目のアルバム『Peace Of Mind』に収録されており、ソロシングル曲がソロオリジナルアルバムに収録されたのは本曲が初めてである。
2. あなたの声だけがこの胸震わす （5:11）
  - スカイセンサーのノイズで幕を開けるバラード。
  - このシングルで唯一、アルバム『Peace Of Mind』には未収録かつライブ未演奏である。
3. I AM YOUR BABY （4:31）
  - アルバム『Peace Of Mind』にも収録されている。

## 参加ミュージシャン
- 稲葉浩志：ボーカル、全曲作詞・作曲・編曲、ギター（#2）、スカイセンサー（#2）、ブルースハープ（#3）、アコースティックギター（#3）
- 大賀好修：編曲（#1）、スライドギター（#1）、アコースティックギター（#1）
- 寺地秀行：編曲（#2.3）
- グレッグ・アプチャーチ：ドラム（#1）
- 山木秀夫：ドラム（#2）
- ケニー・アロノフ：ドラム（#3）
- 徳永暁人：ベース（#1.2）
- T-Bone Wolk：ベース（#3）
- スティーヴィー・サラス：エレクトリックギター（#1.3）
- 寺島良一：ギター（#2）
- 小島良喜：ピアノ（#2）
- 岸本一遥：フィドル（#3）

## タイアップ
- TBS系『恋するハニカミ!』テーマソング（2004年7月 - 10月）(#1)

## 収録アルバム
- Peace Of Mind（#1,3）
  - #3はアルバムバージョン